# 5 Gwardyjska Armia Pancerna
5 Gwardyjska Armia Pancerna (ros. 5-я гвардейская танковая армия) – związek operacyjny Armii Czerwonej, a następne Armii Radzieckiej, istniejący w latach 1943–1992.

## Historia
Rozkazem Naczelnego Wodza z 22 lutego 1943 r. rozpoczęto formowanie armii pancernej pod dowództwem gen. por. wojsk pancernych Pawła Rotmistrowa, która miano gwardyjskiej otrzymała od samego początku swojego istnienia. Walcząc z armią niemiecką na łuku kurskim straciła 14 tys. żołnierzy i 427 czołgów i dział pancernych.  W 1944 roku  5 Gwardyjska Armia Pancerna miała na wyposażeniu 52 niszczyciele M10 Wolverine. Niszczycieli tych używał 1223 Pułk Artylerii Samobieżnej z 29 Korpusu Pancernego. Na front wschodni trafiły w ramach programu Lead-Lease.

## Dowódcy armii
- marszałek wojsk pancernych ZSRR Pawieł Rotmistrow (luty 1943 r. – sierpień 1944 r.);
- gen. por. wojsk pancernych M. D. Sołomatin (sierpień 1944 r.);
- gen. płk wojsk pancernych W. T. Wolski (sierpień 1944 r. – marzec 1945 r.);
- gen. mjr. wojsk pancernych Michaił Sinienko[4] (16 marzec – maj 1945 r.)

## Struktura organizacyjna
w 1943
- 3 Gwardyjski Korpus Pancerny
- 29 Korpus Pancerny
- 5 Gwardyjski Korpus Zmechanizowany

w 1990
w składzie Białoruskiego Okręgu Wojskowego
- 8 Dywizja Pancerna[a]
- 19 (?) Dywizja Pancerna[b]
- 193 Dywizja Pancerna[b]
- 56 Brygada Rakiet Przeciwlotniczych
- 306 Brygada Artylerii
- 109 Brygada Zaopatrzenia
- 119 pułk artylerii rakietowej
- 40 pułk łączności
- 279 eskadra BSR

## Operacje
- Operacja Uran (XI-XII 1942 r.);
- Operacja woroszyłowgradzka (I-II 1943 r.);
- Biełgorodzko-charkowska operacja obronna (VII 1943 r.);
- Biełgorodzko-charkowska operacja zaczepna (VIII 1943 r.);
- Operacja kremieńczudzka (IX 1943 r.);
- Operacja kirowogradzka (I 1944 r.);
- Operacja korsuń-szewczenkowska (I-II 1944 r.);
- Operacja humańsko-batoszańska (III-IV 1944 r.);
- Operacja Bagration (VI-VIII 1944 r.);
- Operacja ryska (IX-X 1944 r.);
- Operacja kłajpedzka (X 1944 r.);
- Operacja wschodniopruska (I-IV 1945 r.).